# Мелконян Місак Вагаршакович
Місак Вагаршакович Мелконян (вірм. Միսակ Վաղարշակի Մելքոնյան; 13 березня 1938, Цебельда — 7 листопада 2008) — вчений у галузі генетики та селекції винограду, доктор біологічних наук (з 1981 року), професор (з 1969 року), член-кореспондент Української академії аграрних наук (з 2003 року), академік НАН Вірменії (з 1996 року), Кримської академії наук, Міжнародної академії виноградарства і виноробства.

## Біографія
Народився 13 березня 1938 року в селі Цебельді Гульрипського району Абхазії. У 1963 році закінчив факультет плодоовочівництва і виноградарства Вірменського сільськогосподарського інституту. Член КПРС з 1963 року. У 1963–1975 роках займався науково-дослідницькою роботою, у 1975–1985 роках — заступник директора Вірменського науково-дослідного інституту виноградарства, виноробства і плодівництва, у 1985–1987 роках — начальник Республіканського промислового об'єднання «Вірменспоживспілка» у Єревані, у 1987–1994 роках — Генеральний директор АПО «Звартноц» у місті Ечміадзіні, одночасно у 1990–1993 роках — завідувач відділом сільськогосподарських галузей Радміну Вірменії. Член-кореспондент Вірменської академії наук з 1990 року.
З 1994 року проживав у Ялті. Був завідувачем відділом селекції, генетики винограду та ампелографії Інституту винограду і вина «Магарач» Української академії аграрних наук. У 1998 році був нагороджений Почесною грамотою Президії Верховної Ради АРК. Помер 7 листопада 2008 року.

## Наукова і громадська діяльність
Займався розробкою теоретичних основ гетерозису винограду і виявлення можливостей поєднання батьківських форм в селекції з метою успадкування економічно цінних властивостей, отриманням нових сортів винограду, в тому числі морозостійких. Розробив методику селекційної роботи на гетерозис за вмістом в ягодах винограду цукрів, барвників, вітамінів групи В, амінокислот, вільних катехінів і хлорогенової кислоти в зв'язку з генетичними особливостями вихідних форм, метаболізмом в органах лози і інтенсивністю фотосинтезу; виявив комбінаційну здатність батьківських пар для виведення сортів, гетерозисних по комплексу господарсько цінних ознак і властивостей; встановив характер пов'язаності (кореляції) згаданих ознак в спадковості і виявив по ним ступінь істинного гетерозису. У співавторстві з Суреном Погосяном  здав на Держсортовипробування 5 нових сортів винограду технічного і універсального напряму, з яких сорт Меграбуйр, морозостійкий до — 28°С, районований в Вірменії. Автор 36 сортів винограду.
Автор 155 наукових статей і книг, серед них:
- Гетерозис винограда. Москва. Агропромиздат, 1986.